# 金星の大気
本稿では金星の大気（きんせいのたいき）について述べる。
太陽系で太陽に2番目に近い惑星である金星の大気は、地球の大気と大きく異なっている。地球の大気に比べて金星の大気は密度も温度も高く、より高い高度まで続いている。その大気に浮かぶ雲はアルベド（反射能）が高く、レーダーや他の手段を利用しない限り地表を見ることができない。そのため、1978年に打ち上げられた探査機パイオニア・ヴィーナス1号が到着してレーダー探査を実施するまでは、金星の地表を調べられなかった。

## 概要
金星の大気はほとんどが二酸化炭素から成っている。また、金星の地表付近の気圧はとても高いため、温度は平均500℃にも達する。このため、金星に送られた探査機はほとんどが地表に到達する前に押し潰されたり、地表に到達してもわずか1時間ほどしか地球と通信することができなかった。しかし、高度約50kmから65kmでは気圧と温度は地球とほとんど同じであり、金星の大気のこの層は、太陽系の中では最も地球と似ている環境とも言える。しかも、人が呼吸に用いている空気（窒素78%、酸素21%）は地球上でのヘリウムのように金星では自然に上昇するガスなので、これを利用して金星の大気のこの層に植民を行おうという声もある（金星の植民）。
2006年4月に金星に到着した欧州宇宙機関の探査機ビーナス・エクスプレスは、金星の昼である地域では密度の高い雲が高度20kmにあり、より一般的な雲は65kmまで続くが、夜である地域では雲が高度95kmまで続くという事実を発見した。金星の公転周期は 224.701 日、自転周期は 243.0187 日（逆行）、太陽に対する自転周期は 116.7506 日と遅く、金星の夜は約58日も続く。雲の影響で温度は昼も夜もほとんど同じであるが、太陽の影響が少ない夜の地域では、雲がより高くまで続いているようである。
マゼランが地球に送った情報によると、金星は高度50km以上からは気圧と気温が地球と似てくる。高度52.5kmと54kmの間での気温は37度と20度で、高度49.5kmでは気圧は地球の海抜0mと同じである。地球でも海抜によって気圧は変わる。例えば、ボリビアの首都であるラパスの気圧は海抜0mと比べ61%しかない。更に世界トップクラスの標高の高い町であるペルーのラ・リンコナダやウェンジャンというチベットにある町は、いずれも海抜5100mになるにもかかわらず人が住んでいる。そのくらいの気圧となる金星のこの高度では、気圧の面では人が住むのに問題はないといえる。金星は重力も地球の90%で、ほとんど同じという長所もある。

## 風
金星の風の速度は、高度によって大きく異なる。地表では大気の密度が高いために風が遅く、平均で秒速0.3mから1.0mにしかならない。しかし、高い雲では風速が秒速100mにもなる。これは金星の自転速度をはるかに上回り、自転（ローテーション）より速い風という意味で「スーパーローテーション」（超回転）と呼ばれる。また、この風速では4日で金星を一周する計算になるため、「四日循環」という別名もある。
金星のスーパーローテーションが発見されるまでは惑星の大気に自転速度を大きく上回る速度の循環が生じることは有り得ないと考えられており、2020年までスーパーローテーションを完全に説明できる仮説は存在しなかったが、日本の金星探査機「あかつき」の観測データの分析により、この加速機構を担うのが「熱潮汐波」であることが明らかになった。

## 参考文献

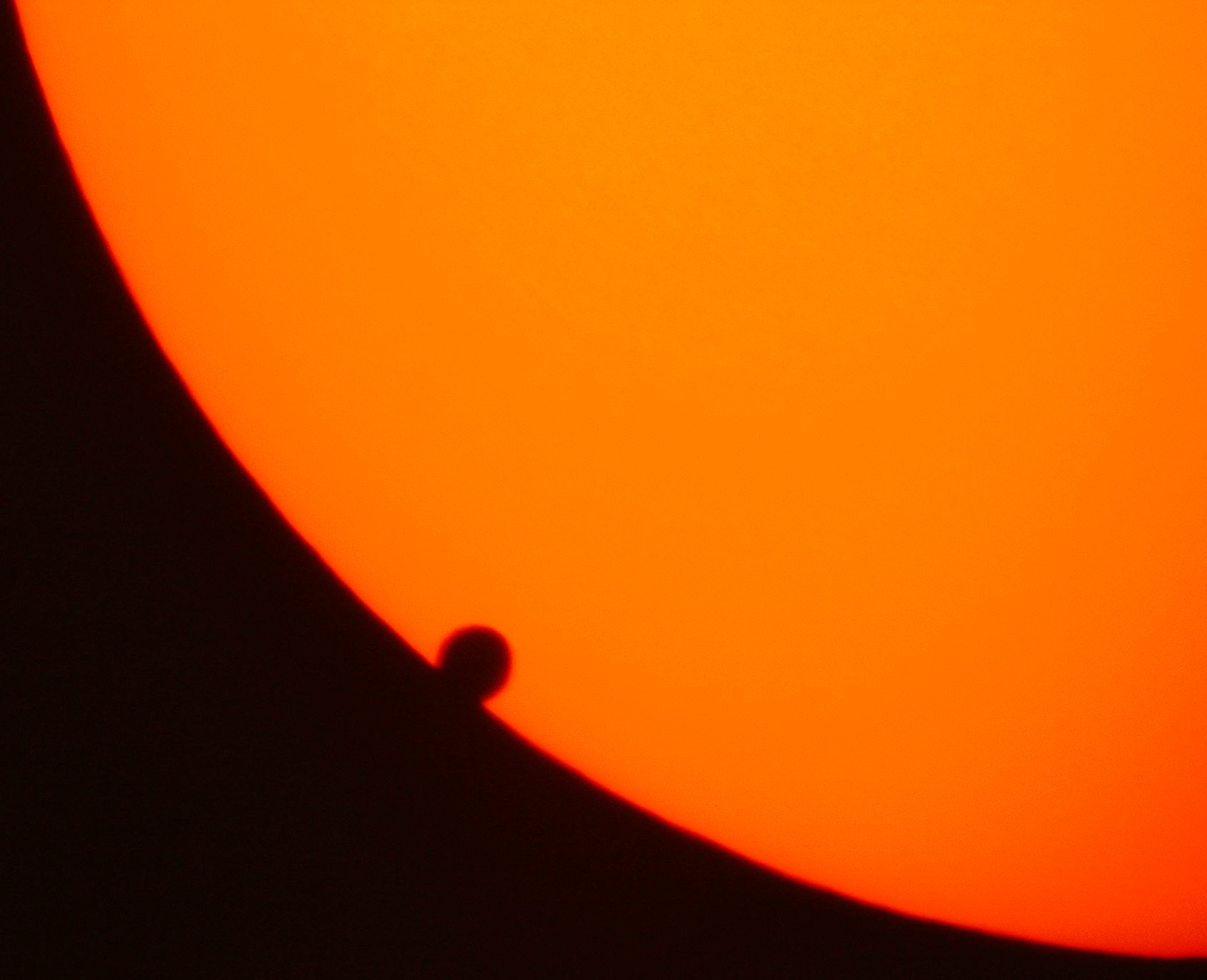
2004年6月8日に起こった金星の太陽面通過。太陽面通過を利用し地球からも金星の大気を調べることができる。次回（2013年以降）の太陽面通過は2117年。